# 任琦
任琦（1984年2月24日—），出生于上海市，是已退役的中國男排运动员，場上位置是自由人。

## 生平
他10岁起开始练习排球，曾就读于华东师范大学第二附属中学。2002年进入上海青年队。後來跟隨中國男排奪得2006年亚洲运动会男排银牌。他也曾代表中国队参加2008年夏季奥林匹克运动会。2014年8月13日，其63歲的母親因膽管癌去世。2018年亚运会結束後退役。2020年10月出任上海男排執行主教練。